# Vide (ruimte)
Een vide (Frans: leegte) in een gebouw is een open ruimte die over twee of meer verdiepingen doorgaat. Een vide ontstaat als een deel van een verdiepingsvloer wordt weggelaten waardoor uitzicht op een lagere verdieping ontstaat. 
Andere voorbeelden zijn grote hallen in bijvoorbeeld openbare gebouwen waar gaanderijen van verdiepingen aan deze open ruimte grenzen.

## Afbeeldingen

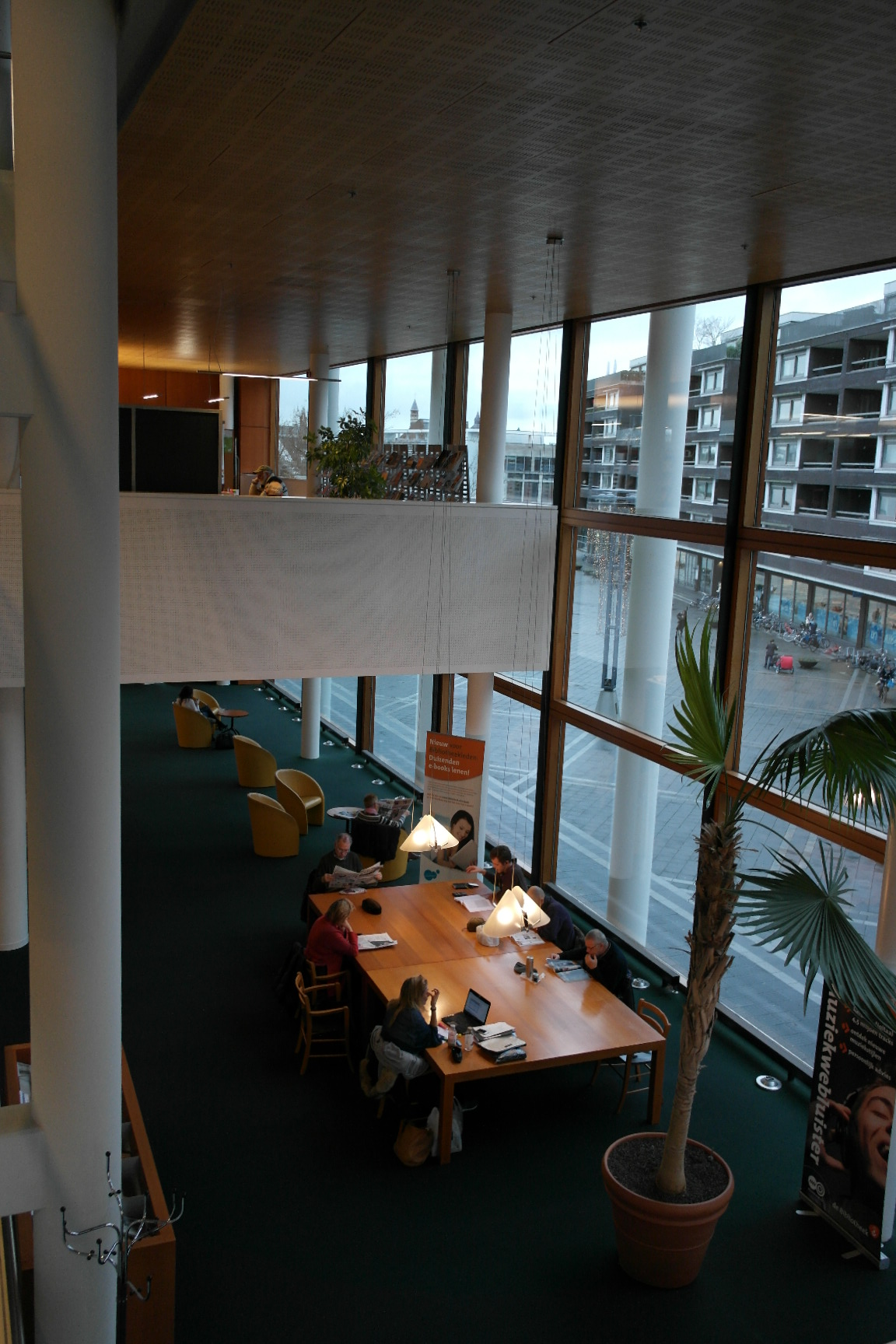
Leestafel in een vide
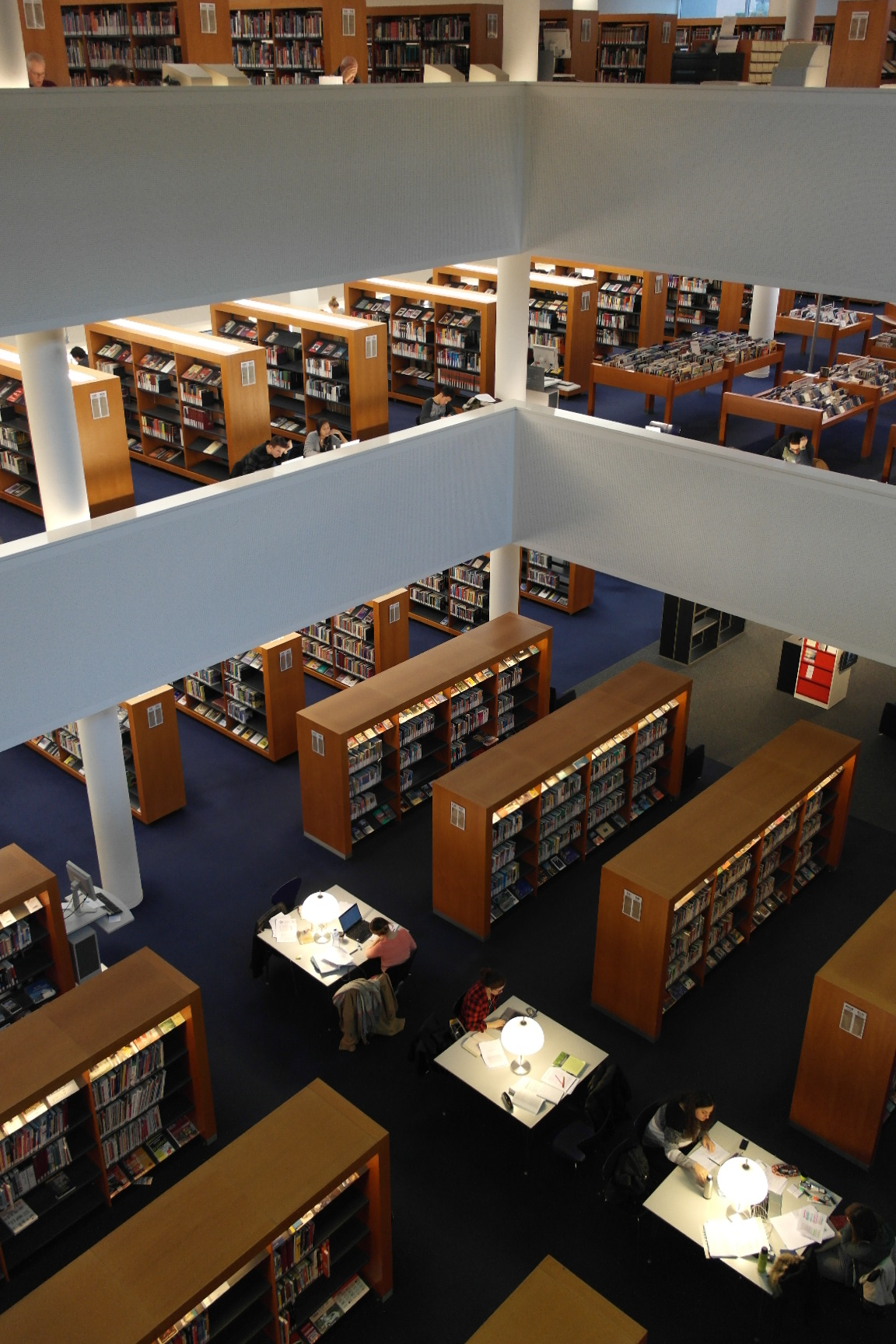
Een vide in een bibliotheek
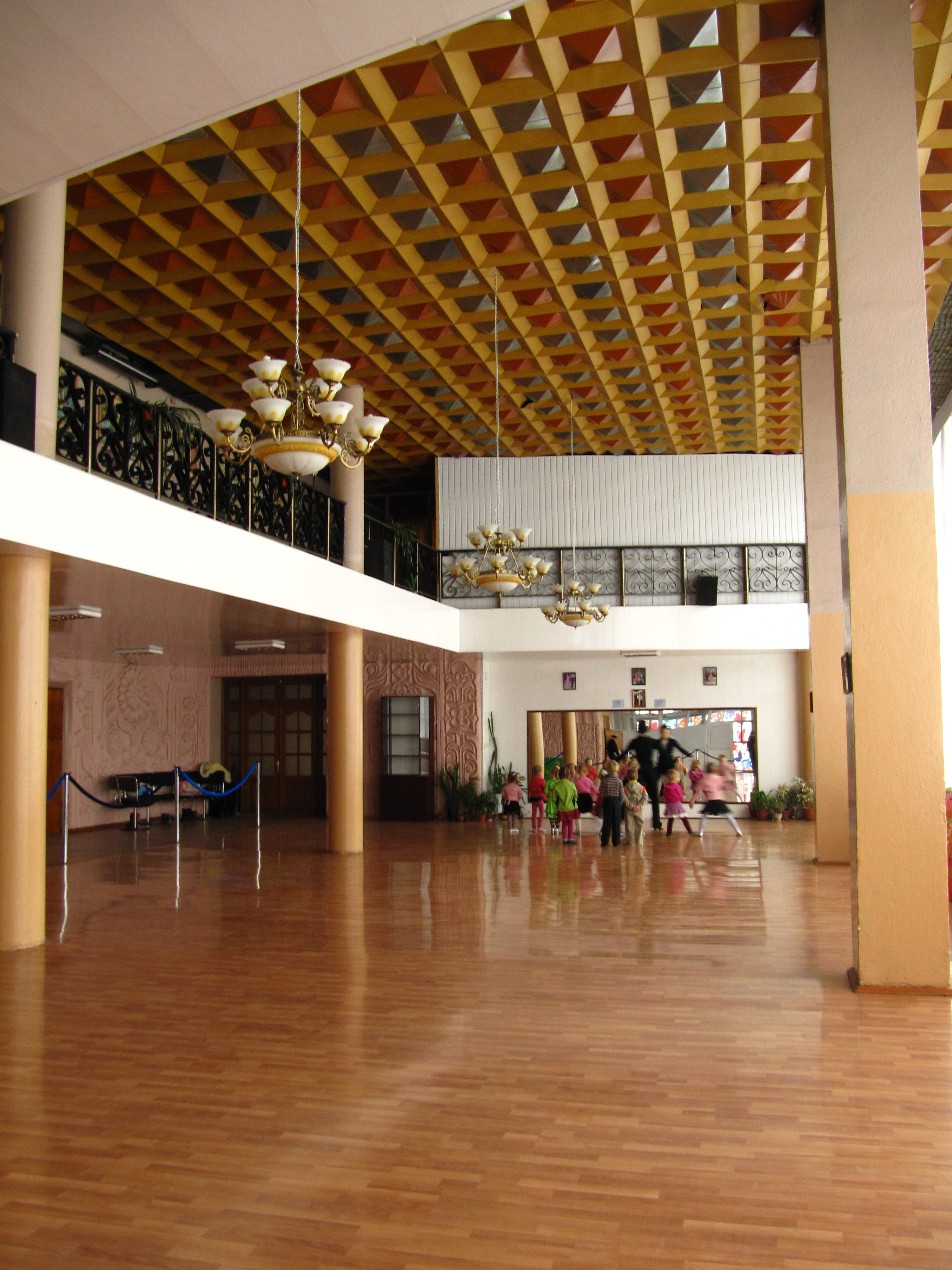
Ontvangsthal in een vide